# Nissan Juke
Le Nissan Juke est un véhicule de la catégorie crossover du constructeur automobile japonais Nissan. Il est vendu en Europe, en Amérique du Nord ainsi qu'au Japon où il conserve la même appellation. Ce modèle est produit sur plusieurs sites en Grande-Bretagne, au Japon, au Mexique, et en Indonésie.
La première génération est lancée en 2010, puis est remplacée par une seconde génération en 2019.

## Première génération (2010-2019)
La première génération de Juke (connue sous le code Nissan F15) est lancée en octobre 2010 après sa présentation en février 2010. Le site japonais produit également son clone appelé Infiniti ESQ, destiné au marché chinois.

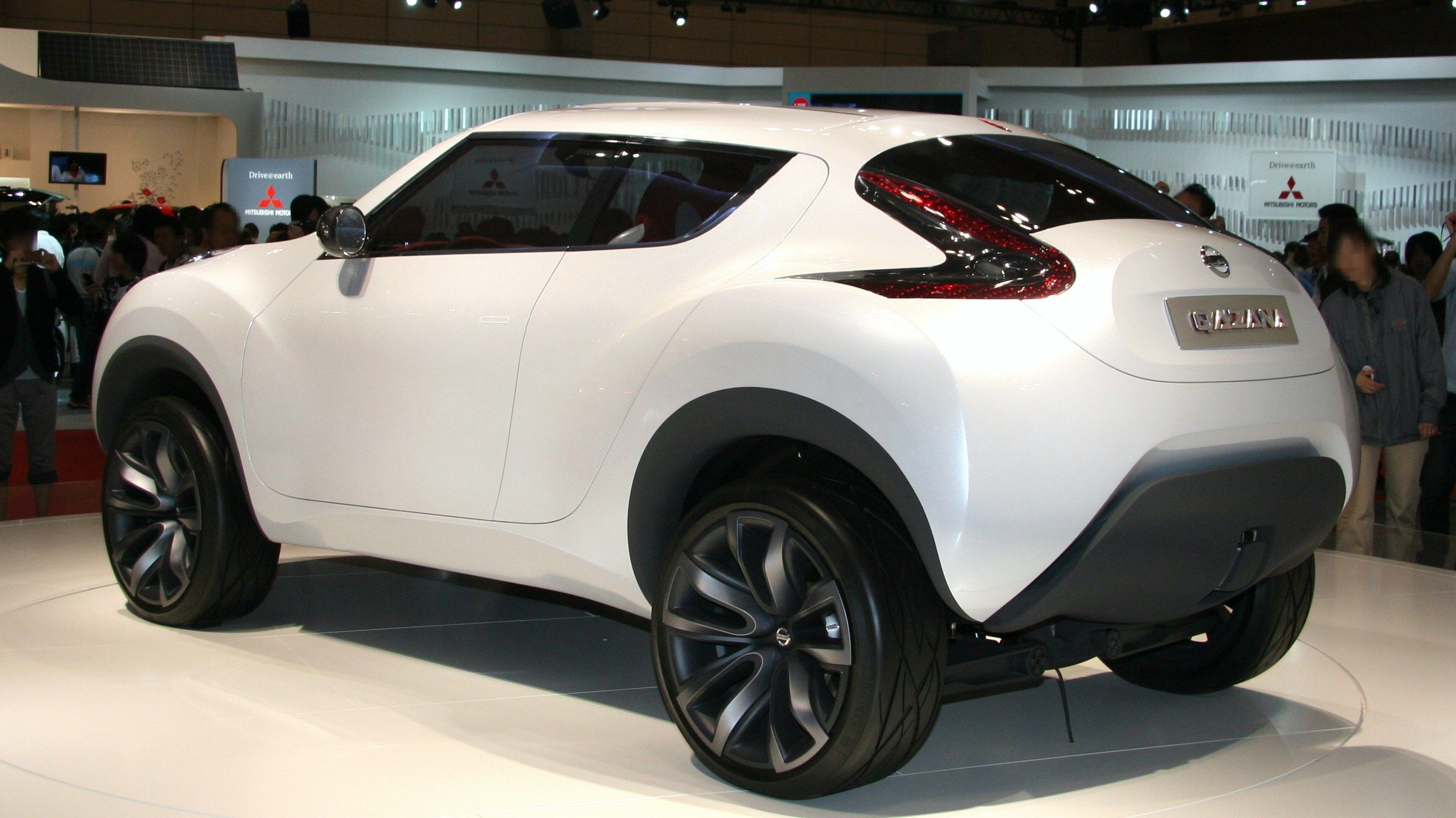
Nissan Qazana

Le Juke est préfiguré par le concept car « Qazana » présenté au salon de Genève en mars 2009.
Le 1.5 diesel d'origine Renault est réservé à l'Europe.

### Versions

#### Finitions

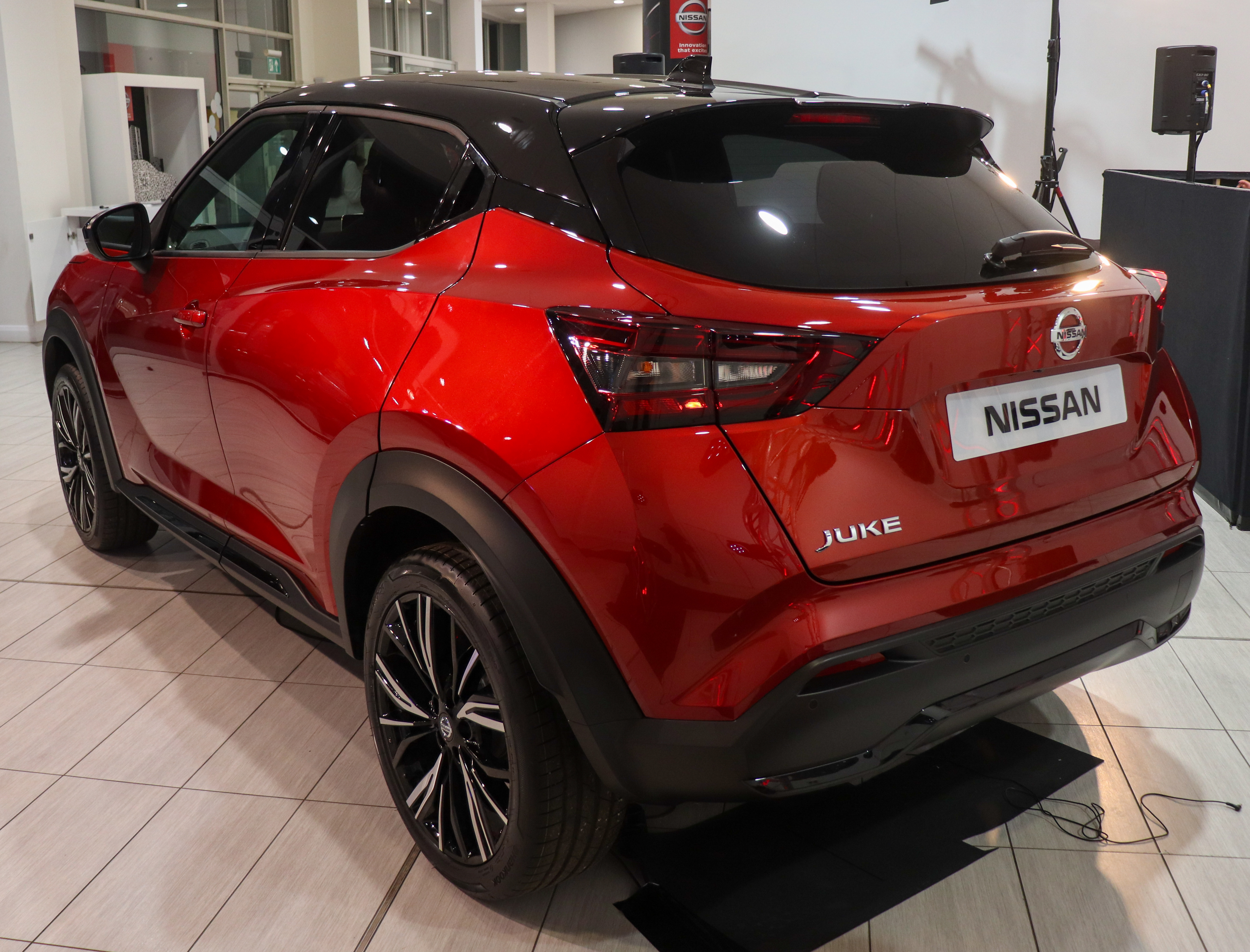
Nissan Juke Tekna+

Il est proposé en cinq finitions :
- Juke : version de base du véhicule, disponible seulement en motorisation essence de 94 ch.
- Visia : disponible en essence 90 ch/117 cv ou dCi 110 ch.
- Acenta : avec motorisation essence 117 ch (manuel ou automatique) et dCi 110 ch.
- Connect Edition : Toutes les motorisations sont disponibles à partir de cette version (hors essence 200 ch réservée à l'édition Nismo). Version présente à l'occasion du lancement du système multimédia embarqué "NissanConnect 2.0", il correspond à la version Acenta mais se différencie en ayant des jantes 18" spécifiques, une sellerie tissu « Sport » et une caméra de recul.
- Tekna : représentant la version haut de gamme, il dispose de tous les équipements de série avec notamment en plus: feux, essuie-glaces et rétroviseurs automatiques, sellerie chauffante en cuir et système de démarrage sans clé.

##### Séries spéciales
- Artik
- White Edition : Version donnant au Juke des coques de rétroviseurs, des inserts de bouclier avant et des cerclages de phares noirs. Même couleur pour les jantes de 18 pouces de diamètre. Le bas des boucliers reçoit une lame grise et l'antenne de toit est de type aileron de requin (produite à 1 750 exemplaires, valable de 4 000 euros).
- Red Touch : Deux packs de personnalisation Noir Métal et Creative Line.
  - Noir Metal : Touches de rouge au niveau des inserts de jantes alliage 18 pouces, des boucliers avant et arrière, des coques de rétroviseurs et cerclages de phares.
  - Creative Line : Allumage automatique des feux et essuie-glaces, rétroviseurs extérieurs rabattables électriquement, système multimédia et de navigation Nissan Connect, caméra de recul, accès au démarrage sans clé, climatisation automatique.

### Juke Nismo
Présentée au Salon de l'automobile de Tokyo en 2011, une version plus sportive voit le jour en mars 2013, toujours équipée du bloc 4-cylindres essence 1,6 litre turbo mais désormais poussée à 200 ch. Au niveau esthétique, l'édition Nismo comprend un kit de carrosserie spécifique avec le remplacement des anti-brouillard par des feux diurnes et un léger remaniement de l'intérieur (volant et sellerie en cuir alcantara, fond de compteur rouge, etc.). Il s'agrandit également de 30 mm en longueur et de 5 mm en largeur.

### Juke-R
Se basant sur un Juke de série, Nissan l'équipe d'un moteur 3,8 litres V6 bi-turbo provenant d'une GT-R 2011 développant 530 ch pour une vitesse de pointe à 275 km/h et un 0 à 100 km/h en 3,7 secondes.
À la suite de la vague d’enthousiasme qu'a suscité le concept, une version de série a donc été produite en série limitée de 25 exemplaires, vendue 450 000 €. Elle reçoit un moteur plus puissant que le concept : 3,8 litres V6 de 545 ch avec une accélération 0 à 100 km/h en seulement 3 secondes et une vitesse maximale de 275 km/h.

### Juke RS
Une nouvelle déclinaison de série sera présentée au Salon de l'automobile de Los Angeles en novembre 2013. Il développe 250 N m de couple et une puissance de 214 ch avec la boîte automatique et la transmission intégrale, ou 280 N m et 218 ch en boîte manuelle et se positionne dans la gamme comme étant une version plus puissante que l'édition Nismo.

### Motorisation

#### Diesel
Le moteur utilisé dans sa version diesel sur ce véhicule est un K9K 896 (en) d'origine Renault. C'est un quatre cylindres en ligne de 1 461 cm3 à turbocompresseur développant 110 ch pour 240 N m de couple. Il sert également sur les véhicules Dacia Duster.

#### Essence
Deux moteurs différents équipent le Juke (hors Juke-R):
- 1,6 L (94 ou 110 ch) : Le bloc moteur est d'origine Nissan : le HR16DE. Quatre cylindres en ligne de 1 598 cm3 pour 94 ch et 140 N m ou 117 ch et 158 N m de couple.
- 1,6 L (190, 200, 218 ch) : Toujours d'origine Nissan, ce bloc porte le nom MR16DDT avec une cylindrée de 1 618 cm3 pour une puissance de 190 ch et 240 N m. La version équipant le Juke Nismo dispose de la même motorisation mais la puissance est portée à 200 ch pour 250 N m de couple. Et 218 ch pour un couple de 280 N m pour la version Nismo RS en boîte manuelle, et 250 N m et 214 ch pour la version 4 roues motrices

### Restylage

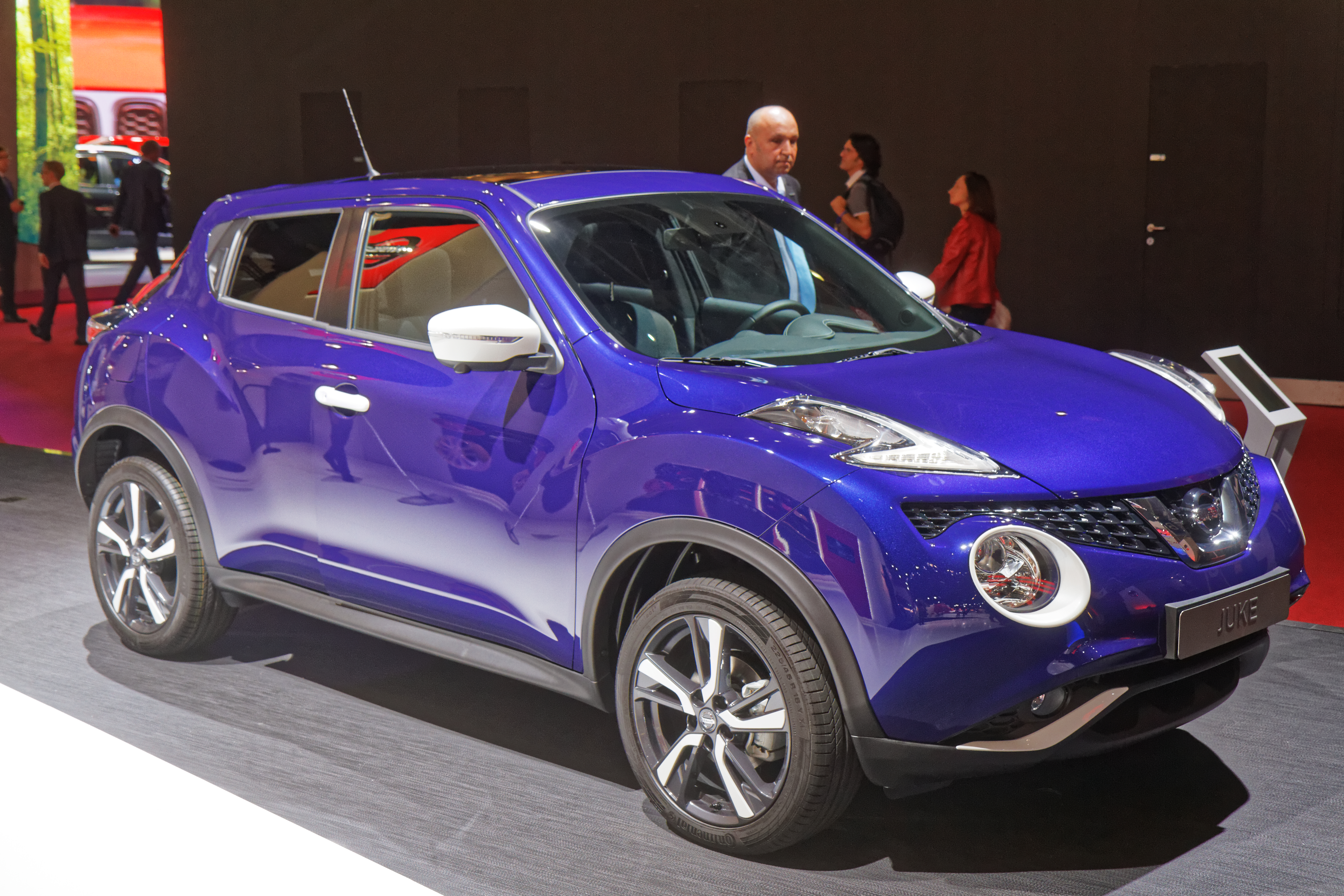
Nissan Juke I Phase II

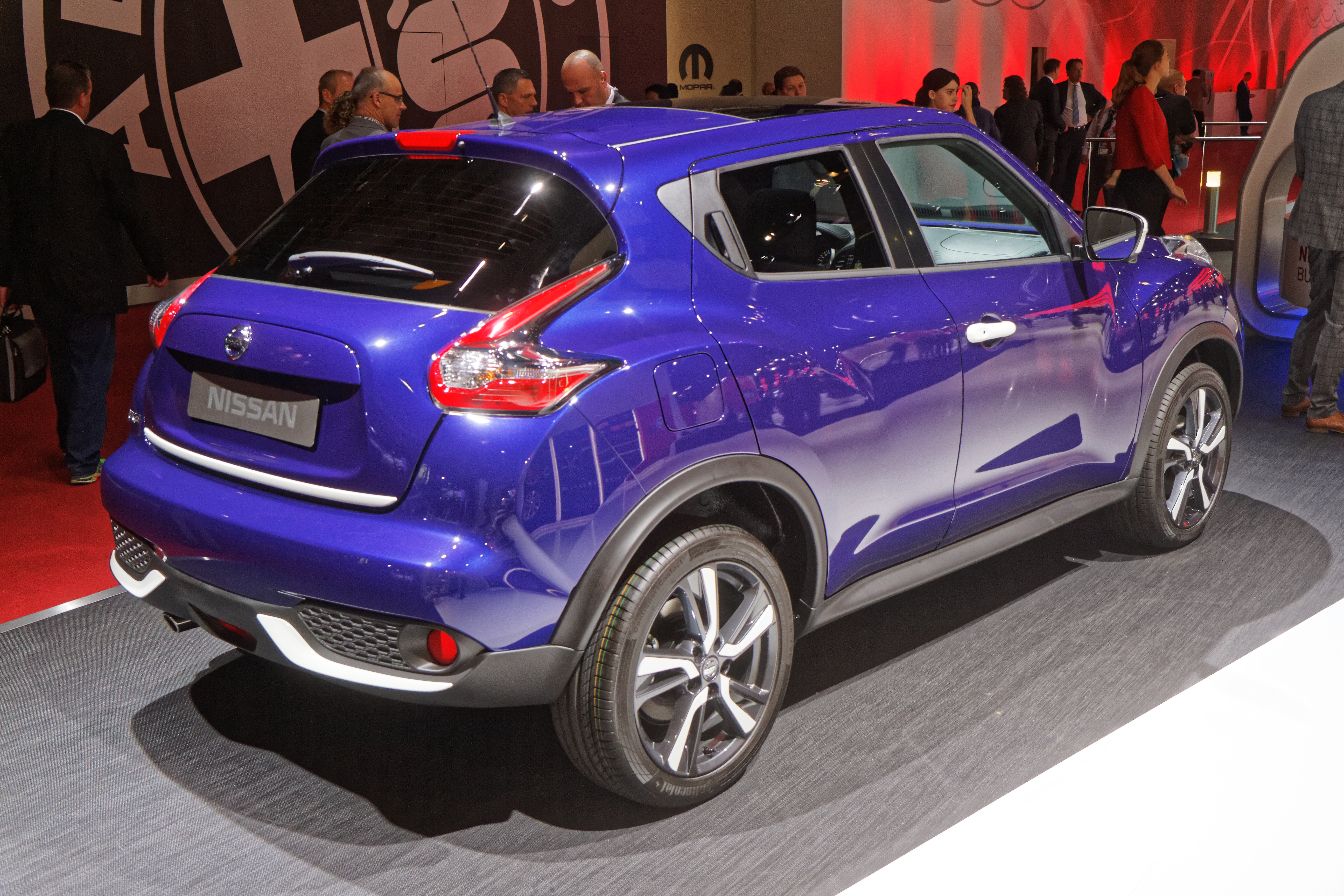
Nissan Juke I Phase II

Nissan a annoncé l'arrivée d'un restylage du Juke le 26 août 2013 par une vidéo dans laquelle on aperçoit le reflet du Juke de profil dans une vitre, entouré des Stormtroopers de Star Wars pour affirmer son côté futuriste. Le Nissan Juke I restylé est présenté au public pour la première fois au Salon de l'automobile de Francfort en septembre 2013.
Il inaugure l'arrivée de la fonction "Start and Stop" dans la gamme pour toutes les motorisations. La version diesel voit son couple passer de 240 à 260 N m, la consommation baisser de 0,6 l/100 km et les rejets en CO2 diminuer de 15 g/km.

### Infiniti ESQ

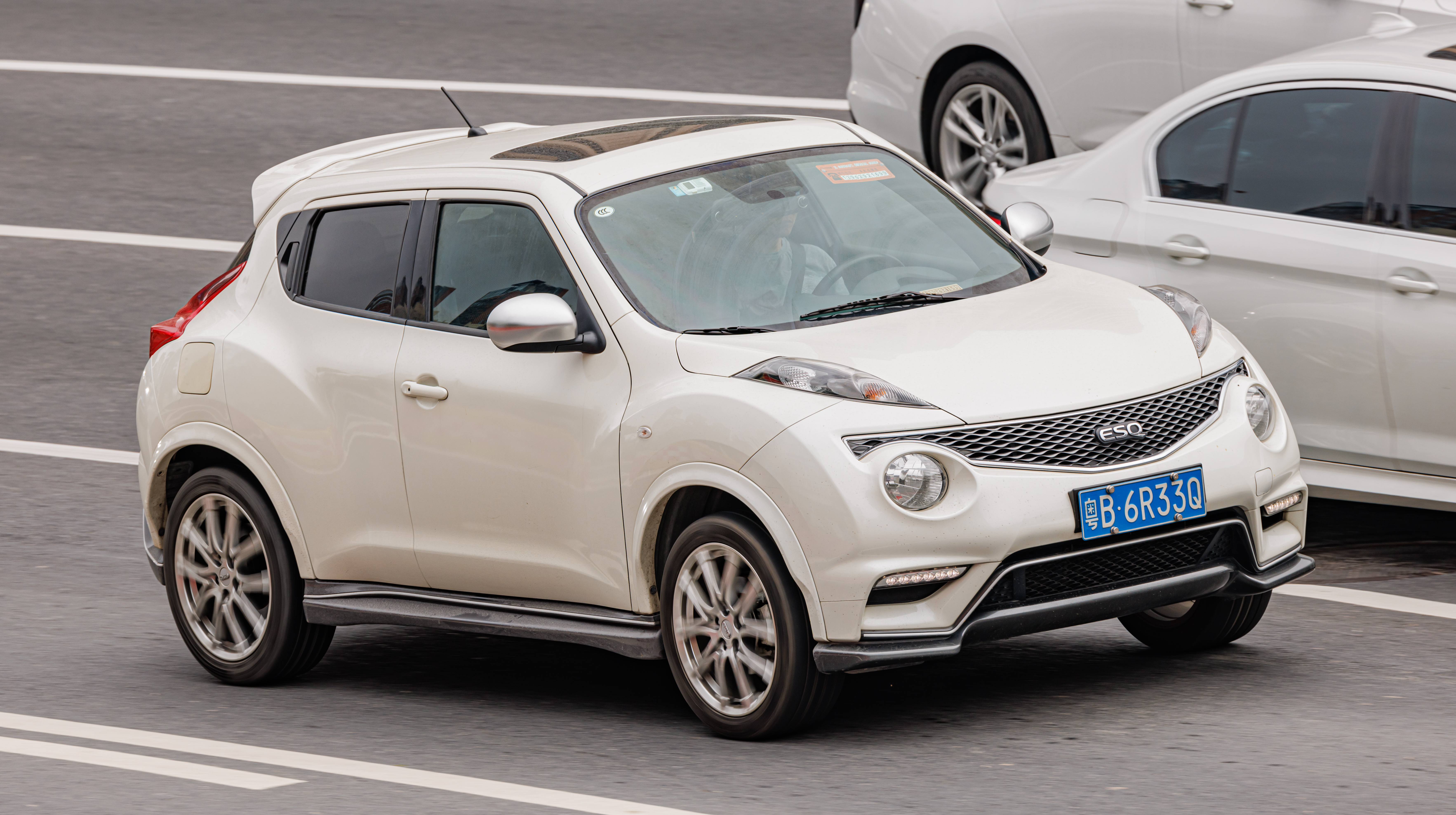
Infiniti ESQ

Infiniti, la marque premium de Nissan, propose à partir de 2014 une version rebadgée du Juke Nismo, appelée Infiniti ESQ. Celle-ci est réservée au marché chinois.

## Seconde génération (2019-)
La seconde génération du Juke est dévoilée et commercialisée le 3 septembre 2019 avant d'être livrée à partir de novembre 2019.

### Présentation
Après neuf années et 1 500 000 exemplaires vendus (dont 1 000 000 en Europe), Nissan présente la seconde génération de Juke. Le design reste dans la même veine que le Juke de première génération, avec un style assagi, reprenant la calandre en forme de V (V shape). Le crossover s'est agrandit de 75 mm et son empattement de 10 mm, et le coffre passe de 354 à 422 litres.
La qualité des matériaux dans l'habitacle a grandement évoluée, et de nouveaux équipements technologiques (Apple CarPlay, Android Auto, ProPilot) font leur apparition. Le Juke II peut recevoir une sono Bose à 8 haut-parleurs dont quatre sont intégrés aux appuie-tête avant.

#### Phase 2
Nissan présente la version restylée du Juke en février 2024 avec notamment une mise à jour technologique et une refonte de son habitacle. L'écran est désormais HD, plus grand et orienté vers le conducteur, le système d'infodivertissement amélioré, le combiné d'instruments enrichi, la boite à gants agrandie, et certains matériaux utilisés dans l'habitacle évoluent. De plus, le frein à main électrique est désormais de série, tout comme la caméra de recul (dont la définition est améliorée) et certains équipements de sécurité (avertissement de sortie de voie et maintien d'urgence dans la voie) dans le cadre des nouvelles normes de sécurité européennes GSR2. Des ports de charge sont ajoutés (dont charge sans fil sur les versions hautes) et certains boutons sont repositionnés.. Enfin, l'aérodynamique est légèrement améliorée, notamment grâce à des nouveaux pneus et jantes,.

### Caractéristiques techniques
Le Juke II repose sur la nouvelle plateforme technique modulaire CMF-B inaugurée par la Renault Clio V.

#### Motorisation
À son lancement, le Juke II reçoit une unique motorisation essence 3-cylindres 1,0 L DIG-T de 117 ch associé à une boîte de vitesses manuelle 6 rapports ou une boîte automatique double embrayage à 7 rapports, et uniquement en transmission aux roues avant.
En juin 2022, le Juke reçoit la motorisation hybride provenant du Renault Captur E-Tech Hybride, fort de 143 ch, associé à une batterie d'une capacité de 1,2 kWh.
| Logo de Nissan                                    | Nissan Juke II       | Nissan Juke II                          | Nissan Juke II                                                                     |
| Logo de Nissan                                    | DIG-T 117            | DIG-T 117                               | Hybrid 145                                                                         |
| ------------------------------------------------- | -------------------- | --------------------------------------- | ---------------------------------------------------------------------------------- |
| Moteur                                            | 3-cylindres en ligne | 3-cylindres en ligne                    | 4-cylindres en ligne moteur électrique synchrone à aimants permanents              |
| Admission                                         | Turbocompressé       | Turbocompressé                          | Atmosphérique                                                                      |
| Cylindrée (cm3)                                   | 999                  | 999                                     | 1598                                                                               |
| Puissance maximale ch (kW)                        | 117 (86)             | 117 (86)                                | 143 (105) (thermique) 94 (70) (E-Motor) 49 (36)                                    |
| au régime de (tr/min)                             | 5 250                | 5 250                                   | 5600                                                                               |
| Couple maximal (N m)                              | 180 (overboost 200)  | 180 (overboost 200)                     | 353 (thermique) 148 (E-Motor) 205                                                  |
| au régime de (tr/min)                             | 1 750 à 4 000        | 1 750 à 4 000                           | 3600                                                                               |
| Boîte de vitesses                                 | Manuelle 6 rapports  | Automatique double embrayage 7 vitesses | Automatique multimodes à 15 combinaisons 4 vitesses en thermique + 2 en électrique |
| Transmission                                      | Traction             | Traction                                | Traction                                                                           |
| Vitesse maximale (km/h)                           | 180                  | 180                                     | 166                                                                                |
| 0-100 km/h (s)                                    | 10,4                 | 11,1                                    | 10,1                                                                               |
| Consommation (L/100 km) urbain/extra-urbain/mixte | 5,6/4,5/4,9          | 5,9/4,1/4,8                             | 5,2                                                                                |
| Émissions de CO2 (g/km)                           | 112                  | 110                                     | 114                                                                                |
| Masse à vide (kg)                                 | 1 182                | 1 207                                   | 1335                                                                               |
| Capacité du réservoir (L)                         | 46                   | 46                                      | 46                                                                                 |
| Norme environnementale                            | Euro 6d-temp         | Euro 6d-temp                            | Euro 6d-temp                                                                       |

### Finitions
Finitions disponibles [Où ?][Quand ?]:
- Visia
- Acenta
- N-Connecta
- Tekna
- N-Design

#### Séries spéciales
- Nissan Juke Première Edition (180 exemplaires, 2019)
  - peinture bi-ton (carrosserie rouge Fuji et toit noir Métallisé) ;
  - sièges cuir et Alcantara noir à surpiqûres blanches ;
  - vision intelligente à 360° à quatre caméras ;
  - système audio Bose.

- Enigma (500 exemplaires, 2021)[14]

- Kiiro (500 exemplaires en Europe, 2022)[15]
- Hybrid Première Edition (2022)[16]

- Shadow (2023, en France), basée sur la finition N-Connecta[17]
  - caméra de recul avec radars de stationnement avant et arrière ;
  - jantes bi-ton de 17 pouces ;
  - connectivité Android Auto et Apple CarPlay.

## Ventes
| Année | Japon  | Europe, | Etats-Unis | Canada | Indonesie | Thaïlande |
| ----- | ------ | ------- | ---------- | ------ | --------- | --------- |
| 2010  | 22,803 | 22,228  | 8,639      | 825    |           |           |
| 2011  | 34,224 | 101,147 | 35,886     | 4,586  | 9,573     |           |
| 2012  | 33,648 | 101,440 | 36,358     | 3,738  | 6,564     |           |
| 2013  | 18,727 | 106,411 | 38,157     | 4,077  | 3,128     |           |
| 2014  | 14,444 | 97,538  | 38,184     | 3,641  | 1,100     | 10,236    |
| 2015  | 9,622  | 102,574 | 27,121     | 4,473  | 850       | 2,250     |
| 2016  | 8,645  | 98,108  | 19,577     | 4,442  | 305       | 1,096     |
| 2017  | 5,091  | 91,744  | 10,157     | 1,900  | 229       | 882       |
| 2018  | 4,043  | 68,773  | 731        |        | 146       |           |
| 2019  | 3,052  | 47,519  | 11         |        | 75        |           |
| 2020  | 425    | 58,402  |            |        | 5         |           |
| 2021  |        | 62,535  |            |        |           |           |
| 2022  |        | 45,710  |            |        |           |           |